# Скаргилл, Артур
Артур Скаргилл (англ. Arthur Scargill, род. 11 января 1938, Ворсброу, Йоркшир и Хамбер) — британский левый политик, профсоюзный активист, шахтёр по профессии, предводитель нескольких забастовок. Был президентом Национального союза горняков (NUM) с 1982 по 2002 год.

## Биография

### Ранние годы
Артур Скаргилл родился в Уорсбро, недалеко от Барнсли в Западном Йоркшире. Его отец, Гарольд, был шахтёром и членом Коммунистической партии Великобритании. Мать, Алиса (урождённая Пикеринг), была профессиональным поваром.
В юности Артур не смог сдать экзамены и покинул школу в 1953 году в возрасте пятнадцати лет. Вскоре он пошёл работать шахтёром.

### Начало карьеры в профсоюзах

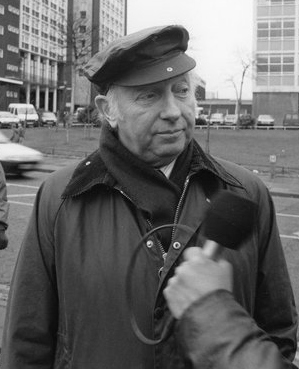
Артур Скаргилл во время интервью

Вступив в профсоюз NUM в возрасте 19 лет в 1957 году, Артур Скаргилл стал одним из ведущих активистов в конце 1960-х годов. Он провёл неофициальную забастовку в 1969 году и сыграл ключевую организующую роль во время забастовок 1972 и 1974 годов. Последняя из которых повлияла на падении консервативного правительства Эдварда Хита.
В этот период времени многие считали взгляды Скаргилла марксистскими.

### Забастовка шахтёров 1984—1985 годов
Во время масштабных шахтёрских забастовок 1984—1985 годов Скаргилл оказался во главе профсоюза. Эти забастовки превратились в ожесточенную конфронтацию с консервативным правительством Маргарет Тэтчер. Но в итоге профсоюз шахтёров потерпел поражение.

### Последующие годы
После завершения забастовки шахтёров Скаргилл был избран пожизненным президентство NUM подавляющим большинством. Но многие считали эти выборы нелегитимными. Некоторые другие кандидаты на пост лидера утверждали, что им просто не было предоставлено времени для подготовки.
В конце июля 2002 года Скаргилл ушёл из руководства NUM, чтобы стать почетным президентом. Его сменил Ян Лавери.
Скаргилл долго был членом Лейбористской партии, а в 1996 году основал Социалистическую лейбористскую партию.